# Manti (Utah)

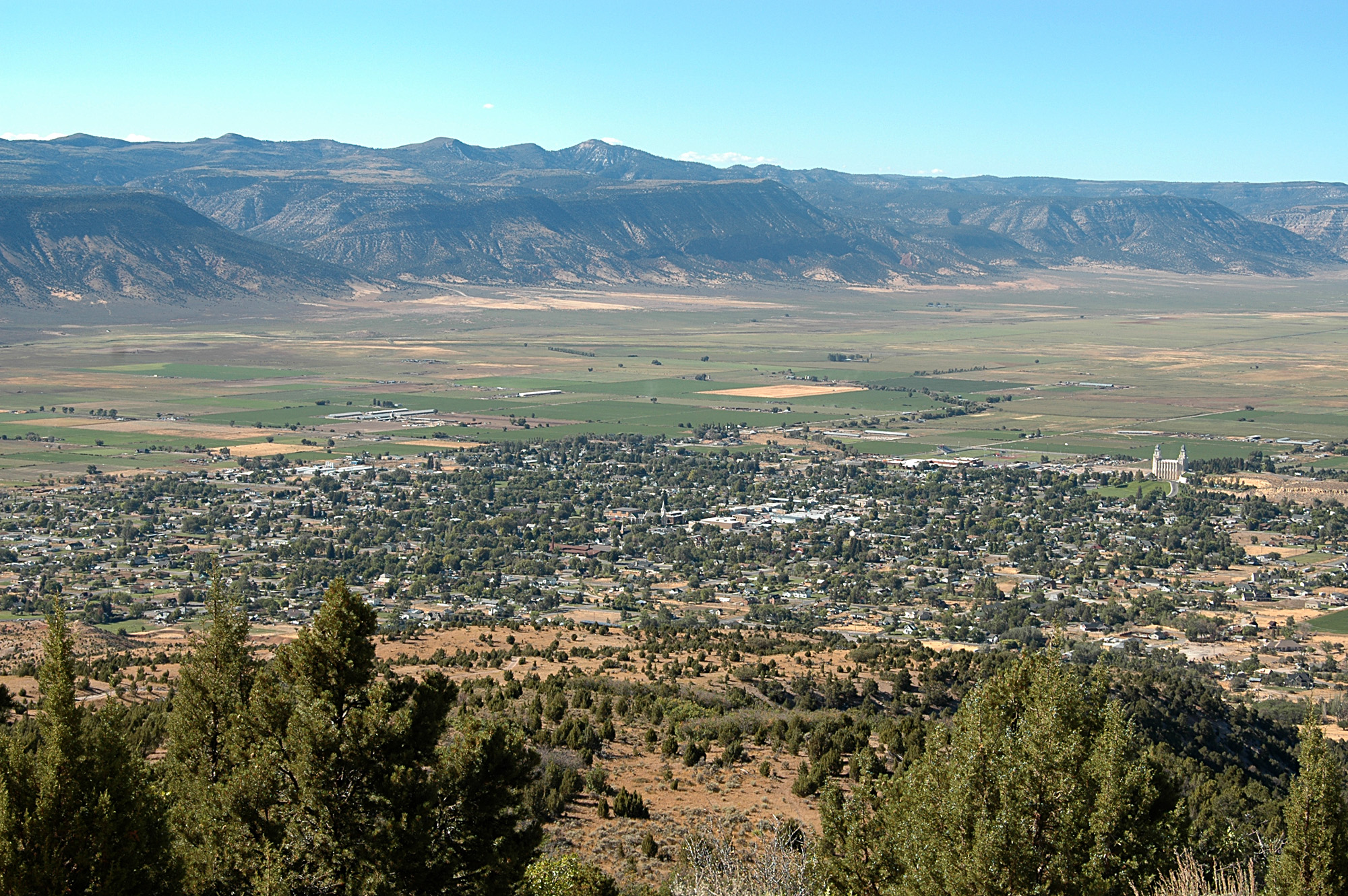
Vista aérea de Manti, Utah y el valle de Sanpete.

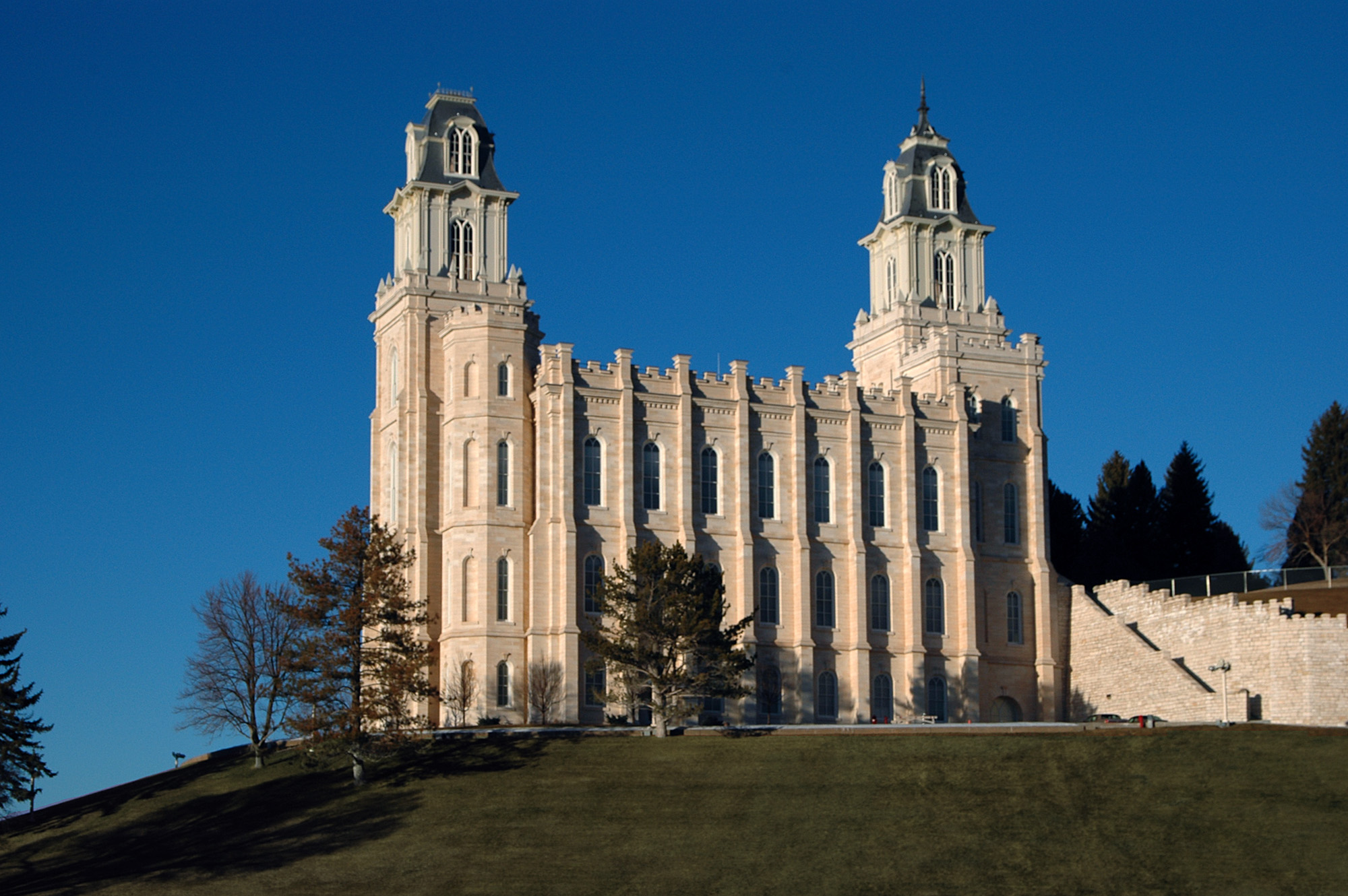
Templo de Manti.

Manti es una ciudad del condado de Sanpete, estado de Utah, Estados Unidos. Según el censo de 2000, la población era de 3.040 habitantes. Es la capital del condado de Sanpete County.
El templo de Manti, uno de los primeros templos construidos por la Iglesia de Jesucristo de los Santos de los Últimos Días se encuentra en Manti dominando el horizonte. La ciudad es también la sede de la iglesia mormona Iglesia Verdadera y Viva de Jesucristo de los Santos de los Días Pasados. Manti cada año recibe durante dos semanas el Desfile del Milagro de mormón, por lo que es conocida la ciudad. En Manti se encuentra el Instituto Manti con su mascota el Templars.

## Geografía
Manti se encuentra en las coordenadas 39°15′53″N 111°38′20″O / 39.26472, -111.63889.
Según la oficina del censo de Estados Unidos, la ciudad tiene una superficie total de 5,1 km². No tiene superficie cubierta de agua.
- Datos: Q130158
- Multimedia: Manti, Utah / Q130158